# Sheridan Gibney
Sheridan Gibney  (11. juni 1903 - 12. april 1988) var en amerikansk manuskriptforfatter, der på Oscaruddelingen i 1937 vandt både en Oscar for bedste filmatisering og en Oscar for bedste historie for filmen Louis Pasteur - menneskehedens velgører (1936).

## Filmografi
- 1946 - Sølvhjertet (forfatter)
- 1944 - Our Hearts Were Young and Gay
- 1942 - Baronessen går under jorden (manus) / historie)
- 1941 - En kvindeskæbne (manus)
- 1940 - South of Suez (historie)
- 1939 - Kampen om liv og død (manus)
- 1938 - U-båds patruljen (ukrediteret)
- 1938 - Damernes ven (forfatter)
- 1938 - Alexander's Ragtime Band (ukrediteret)
- 1937 - En dejlig dag (ukrediteret)
- 1936 - Anthony Adverse (manus)
- 1936 - Guds grønne enge (ukrediteret)
- 1936 - Louis Pasteur - menneskehedens velgører (historie og manus)
- 1934 - Massakre (manus)
- 1933 - Huset i 56nde Gade (manus)
- 1933 - Og verden forandrer sig (historie "America Kneels")
- 1932 - Jeg er en flygtning (manus - ukrediteret)
- 1932 - Two Against the World (manus)
- 1932 - Week-End Marriage (manus)